# Феримагнетизъм
Феримагнетизъм у веществата се наблюдава, когато техните атоми имат противоположни магнитни моменти, както и при антиферомагнетизма, но при феримагнитните вещества противоположните моменти не са равни и все още има спонтанна магнетизация. Това се случва, когато съвкупността от атоми е съставена от различни материали или йони (например Fe2+ или Fe3+).
Феримагнетизмът се проявява от ферити и магнитни гранати. Най-старият познат магнетичен материал, магнетитът (Fe3O4), е феримагнит. Той първоначално е класифициран като феромагнит, преди откриването на феримагнетизма и антиферомагнетизма от Луи Неел през 1948 г.
Познатите феримагнитни вещества включва итриев железен гранат, кубични ферити на железни оксиди и други елементи като алуминий, кобалт, никел, манган, цинк и хексагонални ферити като PbFe12O19 и BaFe12O19 и пиротин, Fe1−xS.

## Въздействие на температурата
Феримагнитните вещества приличат на феромагнитите по това, че те са способни на спонтанна магнетизация под точката на Кюри и не проявяват магнитна подредба над тази температура. Обаче, при определена температура под точката на Кюри е възможно двата противоположни момента да се изравнят, което води до нулев магнитен момент. Това се нарича точка на магнитна компенсация. Тази точка на компенсация се наблюдава лесно у гранати и сплави от редкоземни елементи и преходни метали. Освен това, феримагнитите могат да имат и точка на компенсация на момента на импусла, при която моментът на импулса изчезва. Тази точка на компенсация е много важна за постигане на високоскоростно магнитно обръщане в магнитните устройства с памет.

## Свойства
Феримагнитните вещества имат голямо електрическо съпротивление и анизотропни свойства. Магнитната анизотропия всъщност се индуцира от външно поле. Когато приложеното поле се подравни с магнитните диполи, то причинява чист магнитен диполен момент и кара магнитните диполи да прецесират на честота, контролирана от приложеното поле, наречена честота на Лармор. Например, микровълнов сигнал с кръгова поляризация в същата посока като тази прецесия взаимодейства силно с магнитните диполни моменти. Когато е поляризиран в противоположната посока, взаимодействието е много слабо. Когато взаимодействието е силно, микровълновият сигнал може да премине през веществото. Това свойство на посоката се използва при производството на микровълнови устройства, като например циркулатори и жиратори. Феримагнитните материали също се използват и за производство на оптични изолатори. Феримагнитните минерали в различни скали се използват за изучаване на древните геомагнитни свойства на Земята и други планети. Тази наука се нарича палеомагнетизъм.

## Молекулярни феримагнити
Феримагнетизмът може да възникне и в едномолекулни магнити. Класическият пример включва дванадесетоядрена манганова молекула със спин S = 10, произведена от антиферомагнитно взаимодействие върху Mn(IV) метални центрове с Mn(III) и Mn(II) метални центрове.